# گالدرما
گالدرما اس.آ.(به انگلیسی: Galderma) یک شرکت تولید کننده دارویی متخصص در زمینه داروهای پزشکی پوست و مراقبت از پوست است. پیش از این گالدرما تابعه لورئال بود و سپس به نستله پیوست، از سال ۲۰۱۹ توسط کنسرسیومی از سرمایه گذاران نهادهای خصوصی اداره می‌شود.